# Carl Ruland

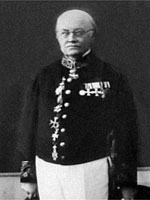
Carl Ruland.

Carl Ruland, född den 15 juli 1834 i Frankfurt am Main, död den 13 november 1907 i Weimar, var en tysk konst- och litteraturhistoriker.
Ruland blev 1859 privatsekreterare och bibliotekarie hos prins Albert, efter vars död han kvarstannade i samma befattningar hos drottning Viktoria. Han ordnade hennes samling Rafaelstavlor och beskrev dem i en katalog 1876. Ruland kallades samma år till direktör för museet i Weimar, med vilket 1885 Goethesamlingarna förenades. Han ägnade sig med framgång åt samlingarnas ordnande och beskrivning (i "Schriften der Goethe-Gesellschaft", band 3, 10, 12 och 19). År 1906 erhöll Ruland begärt avsked.